# Baniyas SC
Baniyas Sporting Club – klub sportowy ze Zjednoczonych Emiratów Arabskich najlepiej znany z sekcji piłkarskiej. Jego siedziba mieści się w Bani Yas części Abu Dhabi.

## Historia
Baniyas Sporting Club został założony 15 grudnia 1982. W miejscowej pierwszej lidze klubie Baniyas zadebiutował w 1988. W 1992 klub osiągnął największy sukces w swojej historii zdobywając Puchar Prezydenta ZEA. W 1994 klub spadł do drugiej ligi. Po rok powrócił do pierwszej ligi. W 1997 Baniyas po raz kolejny spadło z ligi, by po roku ponownie powrócić do niej. W XXI wieku klub jeszcze dwukrotnie spadł i awansował do emirackiej ekstraklasy. W 2012 klub dotarł do finału Pucharu Prezydenta, w którym uległ Al-Jazira Club.

## Sukcesy
- Puchar Prezydenta ZEA: 1992.
- finał Pucharu Prezydenta ZEA: 2012.

## Reprezentanci kraju grający w klubie
| - Jusif Jaber - Theyab Awana - Amer Abdulrahman - Juma Al-Holi - Ricardo Páez - Christian Wilhelmsson - David Trezeguet - Nick Carle - Mustafa Karim - Kaies Ghodhbane | - Farid Ghazi - Brahima Korbeogo - Romeo Kambou - Abdoulaye Traoré - Oumar Tchomogo - Mohamed Zidan - Hassan Alla - James Joseph Saeed Moga - Mickaël Dogbé - Antonin Koutouan |

## Trenerzy klubu
| - Abdellah Blinda (?) - Rainer Zobel (2002) - Florin Motroc (2004–05) - Bernd Krauss (2005) - Telat Üzüm (2005–06) - Alain Michel (2007–08) - Lotfi Benzarti (2008–11) - Jorvan Vieira (2011) - Gabriel Calderón (2011–12) - Jozef Chovanec (2012–13) | - Jorge da Silva (2013–14) - Adnan Hamad (2014) - Luis García Plaza (2014–16) - Abdullah Mesafer (2016) - Pablo Repetto (2016) - José Manuel Gomes (2016–17) - Abdul Wahab Abdul Qadir (2017–18) - Krunoslav Jurčić (2018–19) - Winfried Schäfer (2019–20) - Daniel Isăilă (2020–) |